# Antoine Gaston de Roquelaure
Antoine Gaston de Roquelaure, francoski maršal, * 1656, † 6. maj 1738.
1. 1 2  Leo van de Pas Genealogics — 2003.
2. 1 2  CERL Thesaurus — Consortium of European Research Libraries.
3. ↑  GeneaStar